# 阿里·艾哈迈德·埃尔·哈提卜
阿里·艾哈迈德·埃尔·哈提卜（Ali Ahmed El Khateeb，1990年10月10日—），埃及男子羽毛球運動員。

## 簡歷
2015年2月，阿里·艾哈迈德·埃尔·哈提卜出戰烏干達國際賽，打進男子單打決賽，最後拿得亞軍。

## 主要比賽成績
只列出曾進入準決賽的國際賽事成績：
| 年份   | 賽事                                     | 公開賽級別 | 項目     | 搭檔                    | 成績   |
| ------ | ---------------------------------------- | ---------- | -------- | ----------------------- | ------ |
| 2014年 | 南非羽毛球國際賽                         | 國際系列賽 | 混合雙打 | 多哈·哈尼               | 準決賽 |
| 2015年 | 烏干達羽毛球國際賽                       | 國際系列賽 | 男子單打 | －                      | 亞軍   |
| 2015年 | 全非運動會羽毛球比賽 暨 非洲羽毛球錦標賽 | 其他       | 男子雙打 | 阿卜杜勒拉赫曼·克什卡尔 | 亞軍   |
| 2015年 | 埃塞俄比亞羽毛球國際賽                   | 國際系列賽 | 男子雙打 | 阿卜杜勒拉赫曼·克什卡尔 | 準決賽 |
| 2015年 | 埃塞俄比亞羽毛球國際賽                   | 國際系列賽 | 混合雙打 | 多哈·哈尼               | 亞軍   |
| 2015年 | 尼日利亞羽毛球國際賽                     | 國際系列賽 | 男子雙打 | 阿卜杜勒拉赫曼·克什卡尔 | 亞軍   |
| 2015年 | 埃及羽毛球國際賽                         | 未來系列賽 | 男子雙打 | 阿卜杜勒拉赫曼·克什卡尔 | 準決賽 |
| 2015年 | 贊比亞羽毛球國際賽                       | 國際系列賽 | 男子雙打 | 阿卜杜勒拉赫曼·克什卡尔 | 亞軍   |
| 2015年 | 南非羽毛球國際賽                         | 國際系列賽 | 男子雙打 | 阿卜杜勒拉赫曼·克什卡尔 | 準決賽 |
| 2016年 | 烏干達羽毛球國際賽                       | 國際系列賽 | 男子雙打 | 阿卜杜勒拉赫曼·克什卡尔 | 亞軍   |
| 2016年 | 大溪地羽毛球國際挑戰賽                   | 國際挑戰賽 | 男子雙打 | 阿卜杜勒拉赫曼·克什卡尔 | 準決賽 |
| 2016年 | 埃及羽毛球國際賽                         | 國際系列賽 | 男子雙打 | 阿卜杜勒拉赫曼·克什卡尔 | 亞軍   |
| 2016年 | 埃及羽毛球國際賽                         | 國際系列賽 | 混合雙打 | 多哈·哈尼               | 準決賽 |
| 2017年 | 非洲羽毛球錦標賽                         | 其他       | 混合團體 | －                      | 冠軍   |
| 2017年 | 非洲羽毛球錦標賽                         | 其他       | 男子單打 | －                      | 季軍   |
| 2017年 | 非洲羽毛球錦標賽                         | 其他       | 男子雙打 | 阿德姆·哈特姆·埃尔格姆  | 季軍   |
| 2018年 | 埃及羽毛球國際賽                         | 國際系列賽 | 男子雙打 | 约根德兰·克里希南       | 亞軍   |

| 2007-2017年 | 首要超級賽 | 超級賽 | 黃金大獎賽 | 大獎賽 | 國際挑戰賽 | 國際系列賽 | 未來系列賽 | 其他 |

| 2018-2026年 | 總決賽 | 超級1000賽 | 超級750賽 | 超級500賽 | 超級300賽 | 超級100賽 | 國際挑戰賽 | 國際系列賽 | 未來系列賽 | 其他 |